# Đại học Công nghệ Queensland
Đại học Công nghệ Queensland (tiếng Anh: Queensland University of Technology hay QUT) là một trường đại học nghiên cứu công lập nằm ở thành phố ven biển- Brisbane, Queensland, Úc. QUT có hai cơ sở trong khu vực Brisbane: Gardens Point và Kelvin Grove. QUT  được thành lập vào năm 1989, Viện Công nghệ Queensland (QIT) được thành lập vào năm 1988 và sau đó là trường Đại học Cao đẳng Brisbane vào năm 1990. QUT là thành viên của mạng lưới các trường đại học công nghệ Úc.
Trong năm 2015, QUT đã có 48.503 sinh viên, trong đó có 8.218 sinh viên quốc tế đến từ hơn 100 quốc gia, 35.304 sinh viên đại học, 12.035 sinh viên sau đại học và 1.164 sinh viên không đạt giải thưởng. Ngân sách hàng năm của trường trên 900 triệu đô la. Trong năm 2016, tổng doanh thu do QUT tạo ra từ các hoạt động liên tục của mình là 992.519 triệu đô la.

## Lịch sử
Đại học Công nghệ Queensland (QUT) có lịch sử từ năm 1849 khi Trường Nghệ thuật Brisbane được thành lập. QUT được chính thức thành lập vào năm 1989 sau khi sáp nhập:
- Trường Nghệ thuật Brisbane (1849)
- Cao đẳng kỹ thuật Brisbane (1882)
- Cao đẳng Kỹ thuật Trung ương (1908)
- Viện Công nghệ Queensland (1965)

Trường Cao đẳng Giáo dục Đại học Brisbane được thành lập vào năm 1982, trên cơ sở sáp nhập của:
- Trường đào tạo giáo dục mầm non Brisbane (1911)
- Cao đẳng sư phạm mầm non Brisbane (1965)
- Trường Cao đẳng Sư phạm Queensland (1914)
- Cao đẳng sư phạm Kelvin Grove (1961)
- Cao đẳng Giáo dục nâng cao Kelvin Grove (1976)
- Cao đẳng sư phạm Kedron Park(1961)
- Trường Cao đẳng Giáo dục Tiên tiến phía Bắc Brisbane (1974)

Năm 1988, Đại học Công nghệ Queensland đã thông qua để cấp bằng đại học cho Viện Công nghệ Queensland (QIT). QIT sau đó hoạt động như một phần của Đại học Công nghệ Queensland (QUT) từ tháng 1 năm 1989 trở đi. Tiếp đến, Trường Cao đẳng Giáo dục Đại học Brisbane đã tham gia với QUT vào năm 1990.

## Thông tin về các ngành học

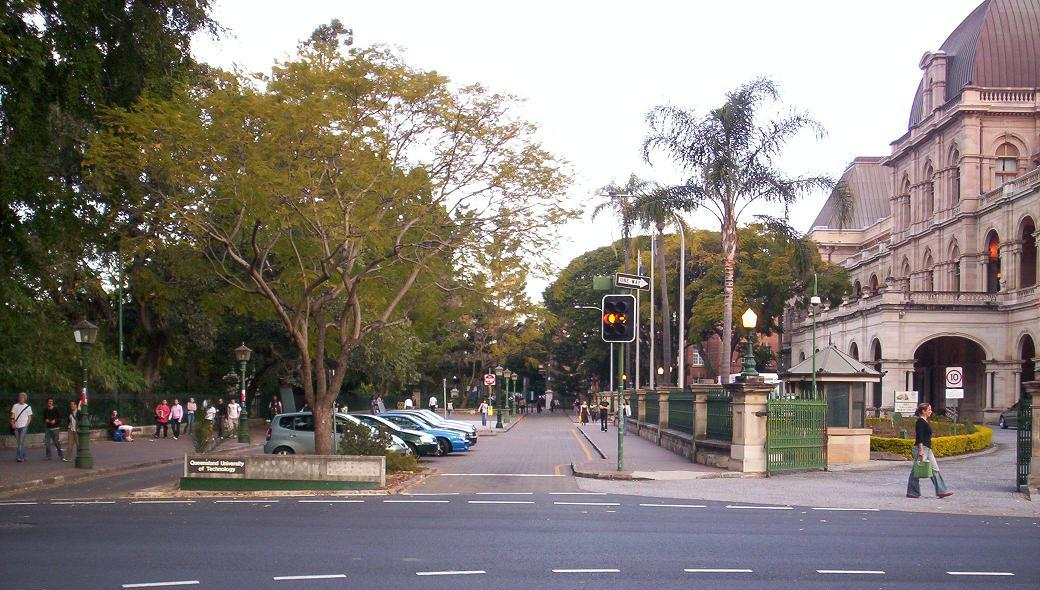
Lối vào khuôn viên QUT Gardens Point. Tòa nhà Quốc hội ở bên phải.

QUT cung cấp các khóa học đại học và sau đại học, bằng tốt nghiệp, chứng chỉ và các khóa học nghiên cứu mức độ cao hơn (Thạc sĩ và Tiến sĩ) bao gồm các ngành:
- Kiến trúc
- Kinh doanh
- Các ngành công nghiệp sáng tạo
- Giáo dục Sức khỏe và cộng đồng
- Công nghệ thông tin
- Ngôn ngữ Luật pháp và Tư pháp
- Toán học
- Khoa học và kĩ thuật

Trường Kinh doanh QUT có ba chứng nhận (AMBA, EQUIS và AACSB). Nó được đặt trong top 1% các trường kinh doanh trên toàn thế giới.

## Nghiên cứu
QUT thiết lập quan hệ đối tác nghiên cứu giữa các học viện, ngành công nghiệp và chính phủ. QUT thu hút các khoản tài trợ của quốc gia và kinh phí của ngành. Nó sở hữu một số trung tâm nghiên cứu, bao gồm:

### Viện Nghiên cứu
- Viện công nghiệp sáng tạo và đổi mới
- Viện Y tế và Đổi mới Y sinh (IHBI)
- Viện Môi trường Tương lai (IFE)

### Trung tâm nghiên cứu
- Trung tâm Nghiên cứu Luật Y tế Úc (ACHLR)
- Trung tâm Nghiên cứu Luật Thương mại và Tài sản (CPLRC)
- Trung tâm nghiên cứu robot của Úc (ACRV)
- Trung tâm Nghiên cứu Tai nạn và An toàn Đường bộ - Queensland (CARRS-Q)
- Trung tâm Nghiên cứu Hợp tác Dementia (DCRC)

## Thư viện
Thư viện QUT cung cấp và hỗ trợ cho việc học tập, nghiên cứu của sinh viên và nhân viên. Có bốn chi nhánh thư viện tại QUT: Thư viện Gardens Point, Thư viện pháp luật, thư viện Kelvin Grove và thư viện Caboolture. Ngoài các dịch vụ cho vay và truy cập thông tin, thư viện QUT còn cung cấp hỗ trợ chuyên môn cho sinh viên ở các môn học, nhân viên và các nhà nghiên cứu.  
Thư viện QUT có ngân sách tài nguyên khoảng 13 triệu đô la. Thư viện QUT cung cấp bộ sưu tập sách điện tử lớn thứ 3 thế giới và video trực tuyến của bất kỳ thư viện tại đại học Úc hoặc New Zealand nào.